# Palacio Farnesio
El Palacio Farnesio (Palazzo Farnese [paˈlattso farˈneːze]) del siglo XVI, domina la homónima plaza en Roma. Pertenece al Estado italiano, si bien su uso fue cedido a Francia, en un acuerdo suscrito en 1936 y válido para 99 años. Gracias a ello, es la actual sede de la embajada de Francia.

## Historia

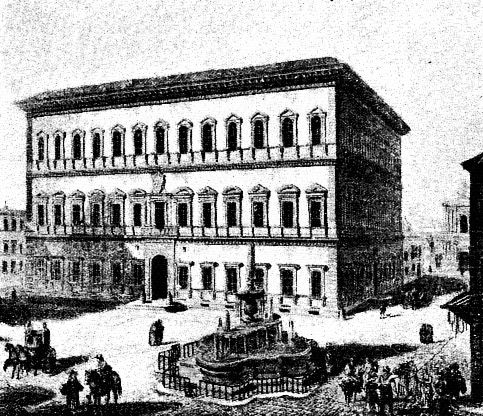
El Palacio Farnesio, en un grabado de Giuseppe Vasi,.

El proyecto originario del palacio se debe a Antonio de Sangallo el Joven, por encargo del cardenal Alejandro Farnesio (futuro papa Paulo III), que entre los años 1495 y 1512 compró el palacio Ferriz y otros edificios que se encuentran en el área. Los trabajos, iniciados en el 1514, se interrumpieron por el saqueo de Roma en 1527 y fueron retomados en 1541, tras el acceso al papado del cardenal Farnesio con modificaciones sobre el proyecto originario a cargo del mismo Sangallo.
Tras la muerte de Sangallo en 1546, los trabajos continuaron bajo la dirección de Miguel Ángel: a él parece deberse la cornisa que delimita superiormente la fachada, el balcón sobre el portal central y el acabado de gran parte del patio interior. La muerte del papa interrumpe nuevamente los trabajos en el año 1549.
Otros trabajos fueron efectuados por Ranuccio Farnese, sobrino del papa, entre 1565 y su muerte en 1575, dirigidos por Vignola. Por último, a Giacomo della Porta, llamado por el segundo cardenal Alessandro Farnese, otro sobrino del papa, se debe la parte posterior con la fachada hacia el Tíber, completada en el 1589 y que habría debido ser ligada con un puente nunca realizado con la Villa Chigi (o "Farnesina"), adquirida en el año 1580 sobre la orilla opuesta.
El palacio se encuentra en una plaza adornada por fuentes que reutilizaron bañeras de granito provenientes de las termas de Caracalla. La fachada, en ladrillos con aristas en travertino (56 m de lado), se articula en tres pisos. Las 13 ventanas de cada piso presentan diferentes decoraciones y las del piso noble están coronadas de frontones alternativamente curvilíneos y triangulares. Una reciente restauración ha sacado a la luz una decoración obtenida con el uso de ladrillos amarillos y rojos en alguna parte de la fachada.

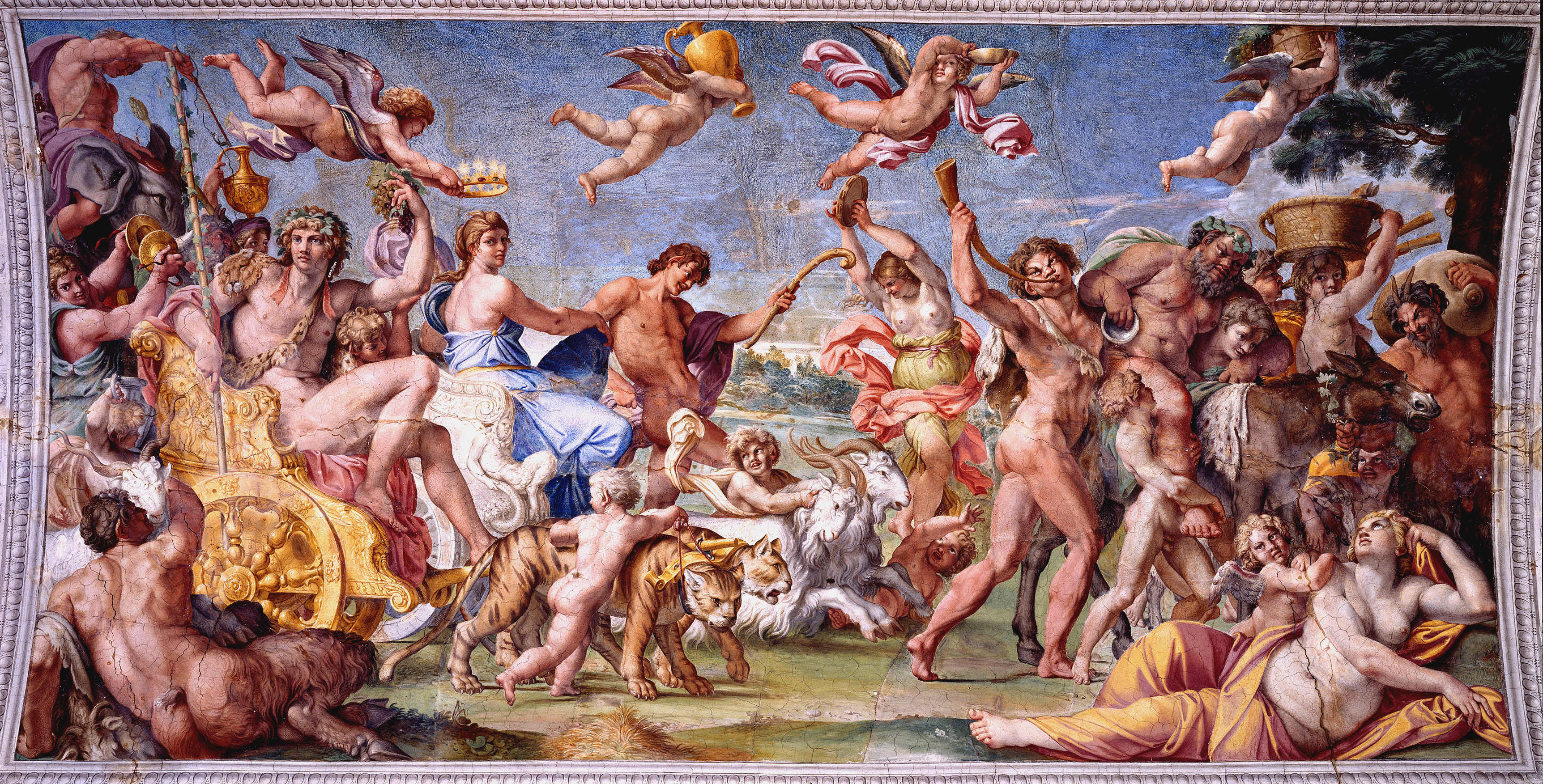
El triunfo de Baco y Ariadna, detalle del mural de Annibale Carracci.

Al interior se pasa a través de un vestíbulo con bóvedas y tres naves separadas por columnas de orden dórico en granito rojo.
La decoración interna es particularmente refinada. La Cámara del Cardenal ya fue pintada en 1547 por Daniele da Volterra (fresco superior), mientras la Sala de los Fastos Farnesios fue pintada por Francesco Salviati entre los años 1552 y 1556 y completada por Taddeo Zuccari a partir de 1563. A Aníbal Carracci se deben los frescos del Camerino, realizados en 1595 y en la Galería (20 m de longitud y 6 m de anchura), con estucos y pinturas mitológicas, realizada junto a su hermano Agostino, entre 1597 y 1601: en el centro de la bóveda se encuentra El triunfo de Baco y Ariadna. Estos frescos fueron fundamentales en el aprendizaje de Rubens y otros muchísimos artistas.
En la Sala de Hércules se conservaba la estatua del Hércules Farnesio, actualmente en el Museo Arqueológico Nacional de Nápoles junto a numerosas otras esculturas de la colección Farnesio. También se encontraban la estatua de la Piedad y de la Abundancia obra de Giacomo della Porta destinadas inicialmente a la tumba de Paulo III.
A la villa se anexaron las "huertas farnesianas" (con el mismo nombre de la familia sobre el Monte Palatino en Roma), un espléndido ejemplo de jardín manierista, realizado mediante un sistema de aterrazamientos a la espalda de la villa. Fueron diseñados a modo de jardín botánico para el Papa, con un sistema de plantaciones en cuadrícula. El jardín desciende por la colina sobre la que se erige la construcción, y se conecta a la casa a través de puentes. A la entrada tiene dos pabellones, que marcan un mirador hacia la Basílica de Majencio.
Los trabajos del jardín fueron comenzados en 1565 por Giacomo del Duca, utilizando para el aterrazamiento la tierra de excavación de los cimientos de la iglesia del Gesú en Roma, y se concluyeron en 1630, bajo la dirección de Girolamo Rainaldi.

## Los Habitantes del Palacio

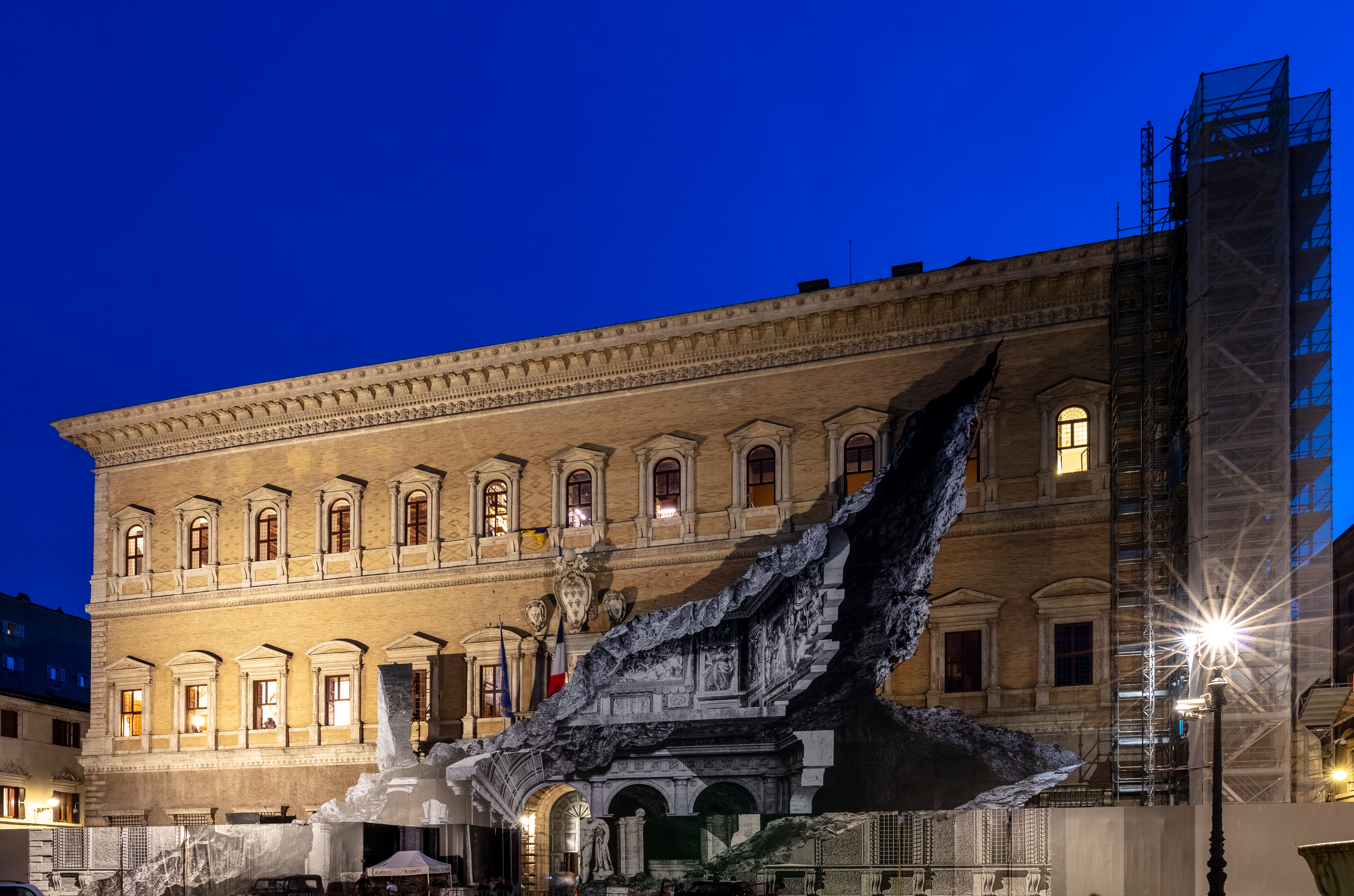
Vista nocturna con murales de JR

Para cuando se había creado el Ducado de Parma y Ducado de Plasencia en el año 1545, el palacio no solo era el hogar de los Farnesios, sino que también se convirtió en sede de representación diplomática del Estado soberano y así sucesivamente ocurrió con los siguientes gobiernos reinantes y sus representantes que ocuparon esta edificación.
Existen nóminas de los habitantes del palacio tras los censos habituales que se realizaban bajo la jurisdicción de la Iglesia, en este caso bajo Iglesia Santa Caterina della Rota, institución que mantenía el control de sus feligreses con el objeto de recaudar el diezmo. Es a través de estos documentos denominados Estados de Almas que se registran a los distinguidos residentes del palacio.
Las listas comienzan en 1636 bajo el duque Eduardo I Farnesio:
- 1695 Habitaba en el palacio el agente del duque, el Conde Fancesco Fellini quien permaneció hasta el año 1707
- 1698 Federico de Hesse-Eschwege Príncipe de Hersfeld, Conde de Katzenelnbogen, Diez, Ziegenhain, Nidda y Schaumburg. El Landgrave Federico estuvo junto sus 15 dependientes.
- 1671 Residía el gobernador de Plasencia y pro gobernador de Parma y también agente del duque Farnesio, el conde Giulio Platoni, junto a su séquito de veinte personas y uno de sus hijos, quien también al igual que su padre y resto de hermanos eran condes de Gravago.
- 1672 El palacio es arrendado por la embajada de Francia. Su embajador fue Annibale d'Estrée (1622-1687) quien ocupó el palacio junto a 120 personas incluyendo caballeros y sirvientes.
- 1697 Encontramos al escultor francés Pierre Legros el Joven de 28 años junto a su amigo y colega Angelo de Rossi, escultor genovés de 27 años.
- 1710 Uno de los apartamentos principales fue alquilado por el cardenal Rannuzio Pallavicino de 77 años
- 1714 Residió también el conde Ignazio Santi quien ejerció funciones de agente del duque.
- 1724 El noble Luigi Suzani figura ocupando el sector del piano nobile, o sea, la segunda planta como residente del duque de Parma.
- 1727 Giovanni Battista Porta Concejal y ministro del Duque también ocupa el sector de la planta noble
- 1742 El conde Filippo Ascolese de Benevento es el nuevo propietario de la representación diplomática del palacio.
- 1753 Existe cambio de representación diplomática, ahora tomada por el duque de Cerisano, Girolamo Maria Sersale, napolitano de una edad de 62 años.
- 1761 El príncipe y cardenal Domenico Orsini, ministro del rey de Nápoles, es quien lleva la representación del Palacio.
- 1776 Asume la representación el príncipe de Cimitile Giambattista Albertini, quien tenía la edad de 60 años.
- 1791 Habita el napolitano y pro ministro Carlo Ramette junto a su madre Giuseppa Gonzales
- 1806 Residía el ministro Francesco Giannoni de 32 años
- 1809 Se encuentra el napolitano, Fabio Maria Crivelli pro ministro de 42 años.
- 1816 Habita el Príncipe Tommaso Spinelli, marqués de Fuscaldo
- 1830 Luigi Carafa secretario de Legación y encargado de negocios de 30 años.
- 1832 Ministro Antonio Crimini de 36 años de edad,
- 1848 Hasta este año permanece como encargado de delegación el Conde Giuseppe Costantino Ludolf
- 1855 Giacomo De Martino de 38 años de edad figura como designado comercial.
- 1859 Pietro Ulloa, primer ministro del rey Francisco II de las Dos Sicilias
- 1863 Francisco II de las Dos Sicilias y María Sofía de Baviera de la Casa de Borbón-Dos Sicilias se mudan al Palacio junto al séquito de 85 personas que eran parte de la Casa de Borbón.
- 1899 Camille Barrère diplomático, embajador de Francia en Roma, se encuentra a la cabeza de la representación francesa en Roma tras una serie de embajadores y delegaciones que se registran el año hasta 1940.[2]